# Менахем Мендељ Шнерсон
Менахем Мендељ Шнерсон (хебр. מנחם מנדל שניאורסון) или Цемах Цедек (хебр. הצמח צדק) био је кабалист и трећи рабин хасидског покрета код Јевреја-Хабад. Рођен је у Љозни, Могиљовска губернија, Руска Империја 9. септембра 1789, оцу Шолому Шахни и мајки Девори Леји (кћерки Шнеур Залмана). Умро је 17. марта 1866. у селу Љубавичи, Руска Империја.

## Биографија
Цемах Цедек је рођен у селу Љозна, 29 Елула 5549. (јеврејски календар), мамо Девори Леји и оцу Шнеур Залману из Љадија. Мама је умрла кад му је било три године, тако га је одгајао само отац, док се није оженио са својом рођакињом (кћер од стрица, рабија Дов Бер Шнеурија) Чајом Мушком Шнерсон. После смрти оца и стрица Дов Бер Шнеурија, која су била рабина, 3 године је владао интеррегнум (орагнизација Хабад није имала једног лидера). Покушао је да увери хасидијске Јевреје да лидерство заузме његов брат Менахем Начум Шнеури или стриц Хаим Абрахам. На крају је сам постао вођа 5. маја 1831. године.
У народу је био познат по своме раду, халахи (књизи јеврејских закона) Цемах Цедек. Написао је и Дереш Мицва (Начин твојих заповести)-његова мистична експозиција Мицве (заповеди јудаизма).
Као лидер хабадске секте остао је у добрим односима са другим јеврејским рабинима. Борио се против Хаскале (јеврејско просветљенство) у Русији, заједно са рабином Јицачаком из Валожине (данас Белорусија), који је био главни рабин Миснагдима (углавном су то били Ашкенази), шта у хебрејском значи "Опозиција" (против јеврејских Хасидиста). Упркој тој опозицији, заједно су наступили против јеврејског просветитељства крајем 18. и у 19. века.
Према речима Баруша Епштајна, његов отац (рабин) Јечиел Михал Епштајн је био под менторством Цемака Цедека, али то оспорава хасидијски историчар Јешуа Мондсхајн.

## Чувени цитат
Цемах Цедек је познат по чувеном цитату: 
Мисли добро, па ће добро и бити.
Цитат изражава ставове друштва Хабад, веровањем у Бога добићеш и одговоре на своја питања.